# Jackson Gallagher
Jackson Taubert-Gallagher es un actor australiano conocido por haber interpretado a Ashley Becker en la serie The Saddle Club y a Josh Barrett en la serie Home and Away.

## Carrera
En el año 2008 se unió al elenco de la serie The Saddle Club, donde interpretó a Ashley "Chewie" Becker hasta el año 2009.
El 27 de agosto de 2013 se unió al elenco de la popular serie australiana Home and Away donde interpretó a Josh Barrett, hasta el 5 de julio de 2016 después de que su personaje decidiera darse a la fuga junto a su hermano Andy, luego de ser sentenciado a pasar 22 años en la cárcel por el asesinato de Charlotte King.
En noviembre del 2020 se anunció que se uniría al elenco de la popular serie australiana Neighbours donde dará vida a Nathan "Packo" Packard.

## Filmografía

### Series de televisión
| Año             | Serie                                     | Personaje              | Notas                   |
| --------------- | ----------------------------------------- | ---------------------- | ----------------------- |
| 2020            | Neighbours                                | Nathan "Packo" Packard | 8 episodios             |
| 2019 - presente | Ocean City                                | Bobby Raffelson        |                         |
| 2018 - presente | Back in Very Small Business               | Clay                   | 3 episodios             |
| 2018 - presente | Playing for Keeps                         | Connor                 | 8 episodios             |
| 2018            | Wine, a bottle shared is a problem halved | Bartender              | episodio #1.2           |
| 2017            | The Doctor Blake Mysteries                | Tamas Lupei            | episodio "Sorrow Songs" |
| 2016            | Please Like Me                            | Kyle                   | 2 episodios             |
| 2013 - 2016     | Home and Away                             | Josh Barrett           | 285 episodios           |
| 2008 - 2009     | The Saddle Club                           | Ashley "Chewie" Becker | 20 episodios            |

### Películas
| Año  | Título    | Personaje | Notas |
| ---- | --------- | --------- | --- |
| 2013 | Patrick   | Patrick   | junto a Sharni Vinson, Rachel Griffiths, Charles Dance, Peta Sergeant, Eliza Taylor, Martin Crewes & Damon Gameau |
| 2011 | Lie Awake | He        | corto - junto a Bonnie Breed, Katryn Broido, Melissa Gellert & Chanel James                                       |

### Departamento de Cámara, Eléctrico&Arte
| Año  | Título       | Notas                           |
| ---- | ------------ | ------------------------------- |
| 2014 | Nowhere Boys | episodio # 1.1 - fotógrafo      |
| 2013 | What Remains | corto - fotógrafo & set dresser |